# Michael Monroe
Michael Monroe, rodným jménem Matti Antero Kristian Fagerholm (* 17. června 1962, Helsinky), je finský zpěvák a multiinstrumentalista. V roce 1979 spoluzaložil skupinu Hanoi Rocks, ve které působil až do jejího rozpadu v roce 1985 (se skupinou vystupoval znovu v letech 2001 až 2009). Své první sólové album Nights Are So Long vydal v roce 1987 a do roku 2019 jich vydal dalších osm. V devadesátých letech krátce vystupoval se skupinami Jerusalem Slim a Demolition 23; obě se však po vydání prvních alb rozpadly.

## Sólová diskografie
- Nights Are So Long (1987)
- Not Fakin' It (1989)
- Peace of Mind (1996)
- Life Gets You Dirty (1999)
- Whatcha Want (2003)
- Sensory Overdrive (2011)
- Horns and Halos (2013)
- Blackout States (2015)
- One Man Gang (2019)